# Kindeswohl
Mit Kindeswohl wird ein Rechtsgut aus dem deutschen Familienrecht und aus der EU-Grundrechtscharta bezeichnet, welches das gesamte Wohlergehen eines Kindes oder Jugendlichen sowie seine gesunde Entwicklung umfasst. Besonders relevant ist die Bewertung des Kindeswohls bei Verfahren, in denen die elterliche Sorge oder das Umgangsrecht strittig sind, etwa nach Scheidungen.
In den meisten westlichen Ländern darf der Staat nur in begründeten Ausnahmefällen in das Erziehungsrecht der Eltern eingreifen. Die Gefährdung des Kindeswohls dient der Rechtsprechung als Maßstab für einen Eingriff in das Erziehungsrecht der Sorgeberechtigten. Diese Gefährdung als unbestimmter Rechtsbegriff bedarf der Auslegung durch die Rechtsprechung. Im Kern geht es um die erhebliche seelische oder körperliche Gefährdung eines Kindes oder Jugendlichen, sei es durch die Vernachlässigung des Minderjährigen oder durch das schädliche Verhalten der Sorgeberechtigten oder Dritter gegenüber dem Minderjährigen.
Dass das Hauptproblem darin liegt zu bestimmen, was Dritte, also vor allem Staatsorgane, im Namen des Kindswohls unternehmen dürfen oder müssen, ist an Art. 3 Abs. 1 der UN-Kinderrechtskonvention erkennbar: „Bei allen Maßnahmen, die Kinder betreffen, gleichviel ob sie von öffentlichen oder privaten Einrichtungen der sozialen Fürsorge, Gerichten, Verwaltungsbehörden oder Gesetzgebungsorganen getroffen werden, ist das Wohl des Kindes ein Gesichtspunkt, der vorrangig zu berücksichtigen ist.“ Das Bundesverfassungsgericht gewährt insbesondere den leiblichen Eltern eines Kindes einen Vertrauensvorschuss, indem es unterstellt, dass in aller Regel den Eltern das Wohl des Kindes mehr am Herzen liegt als irgendeiner anderen Person oder Institution.

## Definition
Als Kindeswohl wird nach Dettenborn und Walter die für die individuelle Persönlichkeitsentwicklung des Kindes günstige Relation zwischen seinen Bedürfnissen und seinen Lebensbedingungen verstanden.

## Kriterien des Kindeswohls
Wichtige Kriterien des Kindeswohls sind:
1. Bindungsprinzip (siehe auch Familie)
2. Förderungsprinzip I: Pflege, Betreuung, Versorgung
3. Förderungsprinzip II: Erziehung
4. Kontinuitätsprinzip

### Der Bindungsbegriff
- Die Kontinuität und Stabilität des Erziehungsverhältnisses.
- Die Bindungen des Kindes an seine Eltern und Geschwister – hier wird nach der Bindungsqualität und -intensität gefragt.
- Die Haltung der Eltern, sogenannte Bindungspflege[4], und des Kindes zur Gestaltung der Eltern-Kind-Beziehungen nach der Trennung der Eltern.
- Der Wille des Kindes als Ausdruck seiner Selbstbestimmung und Ausdruck seiner Verbundenheit zu den Eltern.[5]

Der psychologischen Definition zufolge ist das Kindeswohl gewährleistet, wenn das Kind in Beziehungen und einem Lebensraum aufwachsen kann, die eine körperliche, emotionale und kognitive Entwicklung ermöglichen, welche das Kind dazu befähigt schließlich in Einklang mit den gegebenen Rechtsnormen und gesellschaftlichen Grundwerten für sein eigenes Wohlergehen zu sorgen.
Die sichere Bindung wird, anders als die unsicher-ambivalente/unsicher-vermeidende oder die desorientiert/desorganisierte Bindung, als für das Kindeswohl am günstigsten angesehen und kann als Entscheidungskriterium für die Sorgerechtvergabe bzw. für oder gegen einen Sorgerechtsentzug gewertet werden. Eine Trennung des Kindes von seiner Bindungsperson bzw. seinen Bindungspersonen kann sowohl akute als auch langfristige psychische Folgen für das Kind haben. Eine gerichtliche Entscheidung, welche sich am Kindeswohl orientiert, soll dies berücksichtigen.
In der Praxis ist die Orientierung der Rechtsprechung an der bindungstheoretischen Forschung jedoch nicht einfach. Festzustellen ist in diesem Fall, wer die primäre Bindungsperson ist, und es stellt sich die Frage, woran die Hierarchie der Bindungspersonen zu erkennen sei. Nach der Modifizierung der ursprünglichen Annahme John Bowlbys von lediglich einer primären Bindungsperson ist davon auszugehen, dass sich ein Kind an mehrere Personen – im Sinne der Kriterien für Bindung – binden kann. Die Frage, an wie viele erwachsene oder ältere Personen sich ein Kind binden kann, ist hingegen nicht beantwortet.
Handelt es sich gar um die Frage, ob das Sorgerecht entzogen werden soll, ist auf dem bindungstheoretischen Hintergrund zu fragen, wie sich das Herausnehmen des Kindes aus seiner Ursprungsfamilie auf seine psychische Entwicklung auswirkt. Bowlby geht davon aus, dass sich der Bindungstyp innerhalb der ersten Lebensjahre eines Kindes manifestiert und eine große Stabilität bis ins Erwachsenenalter aufweist. Demnach werden frühe Bindungen zu Mitgliedern der Ursprungsfamilie als stärker und einflussreicher erachtet.
Es kann keineswegs prinzipiell davon ausgegangen werden, dass unsicher oder desorganisiert gebundene Kinder sich leichter und bereitwilliger von ihren Bezugspersonen trennen. Die Intensität der Bindung ist wiederum kein Indiz für eine gute Qualität der Bindung.
Die gute Qualität einer Bindung (sichere Bindung) kann gegebenenfalls bedeuten, dass das stabil gebundene, mit positiven Grundannahmen bezüglich seiner sozialen Umwelt ausgestattete Kind mit einer Trennung von der Ursprungsfamilie besser zurechtkommt. Dies bedeutet andererseits, dass Trennungen von den Bindungspersonen für unsicher gebundene und desorganisiert gebundene Kinder schwerer zu verkraften sind. Es kann davon ausgegangen werden, dass neue Bindungen mit guter Qualität schwerer aufgebaut werden können.

### Trennung eines Kindes von den Eltern
Der erste Satz des Artikel 9 der UN-Kinderrechtskonvention lautet:

„Die Vertragsstaaten stellen sicher, dass ein Kind nicht gegen den Willen seiner Eltern von diesen getrennt wird, es sei denn, dass die zuständigen Behörden in einer gerichtlich nachprüfbaren Entscheidung nach den anzuwendenden Rechtsvorschriften und Verfahren bestimmen, dass diese Trennung zum Wohl des Kindes notwendig ist.“

### Kindeswohl bei Trennung der Eltern
Bei Trennung der Eltern sind die wichtigsten und häufigsten Beeinträchtigungen des Kindeswohls:
1. Streit zwischen den Eltern vor, während und nach der Trennung
2. Der oft weitgehende Verlust eines Elternteils
3. Der soziale und ökonomische Abstieg des verbleibenden Elternteils

Damit einhergehend oft auch
- Weitere Beziehungsverluste zu Freunden und Verwandten wie Großeltern oder gar Geschwistern
- Umzüge mit Schulwechseln und dem Verlust einer gewohnten Umgebung, von Nachbarn oder Haustieren
- Gründung einer Zweitfamilie

Eltern sollten dem entgegenwirken durch Maßnahmen wie Mediation, ausreichenden Umgang der Kinder mit beiden Elternteilen sowie ein Aufteilen der ökonomischen Belastung und der Betreuung der Kinder.
Falls die Trennung gerichtliche Auseinandersetzungen um elterliche Sorge, Umgang oder Unterhalt zur Folge hat, orientieren sich viele Amtsgerichte an dem Cochemer Modell, das vor allem den Ansatz der Mediation aufgreift.
Der Europarat forderte im Jahr 2015 in der Resolution 2079 seine Mitgliedsstaaten dazu auf, in der Gesetzgebung auf gleich verteilten Umgang der Kinder mit beiden Elternteilen im Sinne eines Doppelresidenzmodells hinzuwirken.

## Kindeswohlgefährdung

### Wandel der Auffassungen

#### Beispiel körperliche und psychische Gewalt
Die Gefährdung des Kindeswohl wurde im Laufe der Zeit immer wieder anders ausgelegt. Die Frage, inwieweit die Anwendung von körperlicher Gewalt durch Eltern akzeptiert wird, wurde früher meist anders als heute beantwortet und war die letzten Jahrzehnte über strittig. Heute wird wiederholte oder erhebliche körperliche Gewalt durch die Sorgeberechtigten als Kindeswohlgefährdung angesehen.
In vielen Kulturen wurden Formen der Körperstrafe akzeptiert oder ausdrücklich gutgeheißen, in Europa teilweise bis etwa 1960. Beispielhaft dafür ist der von konservativen Eltern und Erziehern manchmal zitierte Spruch "Wer seinen Sohn liebt, züchtigt ihn" (Anm.: gemeint ist wohl manchmal). Indirekt kommt hier zum Ausdruck, dass das Kindeswohl bei zu sanfter Erziehung leiden könnte. Der Spruch beruht auf Modellen, wie sie mehrfach z. B. im Alten Testament formuliert werden, etwa im Buch der Sprichwörter:
- Wer die Rute spart, hasst seinen Sohn, / wer ihn liebt, nimmt ihn früh zur Zucht. (Spr 13,24 nach der Einheitsübersetzung), oder
- Für die Zuchtlosen stehen Ruten bereit / und Schläge für den Rücken des Toren. (Spr 19,29; ähnliches zum Knaben in Spr 23,13).

Aus der griechischen Antike (von dem Komödiendichter Menandros) stammt der Satz mit der drastischen Vorstellung Ὁ μὴ δαρεὶς ἄνθρωπος οὐ παιδεύεται (Ho mä dareis anthropos ou paideuetai ‚Der nicht geschundene Mensch ist nicht erzogen‘). Er wurde vor allem dadurch bekannt, dass ihn Goethe als Motto dem ersten Teil seiner Selbstbiografie voranstellte.
Mit Beginn der Neuzeit wurde diese Sicht des Kindeswohls zunehmend hinterfragt, und mit der erneuten Ausbreitung der europäischen Demokratie kamen Gegenmodelle in den Vordergrund, die seit etwa der Mitte des 20. Jahrhunderts fast allgemeine Zustimmung finden. Gleichzeitig wurde die Bedeutung positiver Motivation anstelle von Strafe bewusster, was in der Bildungspolitik allerdings auch zu Übertreibungen auf Kosten anderer Erziehungsziele (obige Aspekte 3 und 4) führte.
An der Wende zum 21. Jahrhundert wurden körperliche Strafen an Kindern gesellschaftlich und rechtlich in Frage gestellt. So wurde im Jahr 2000 vom Deutschen Bundestag das Gesetz zur Ächtung von Gewalt in der Erziehung verabschiedet. Die Anwendung von Gewalt in der Kindererziehung durch Sorgeberechtigte unter Berufung auf Vorschriften der Bibel (s. o.) oder anderer „heiliger Schriften“ einer Religionsgemeinschaft gilt nach deutschem Recht nicht als legitime Religionsausübung im Sinne des Art. 4 Abs. 2 GG.

#### Beispiel Kinderarbeit
Über Jahrhunderte hinweg wurden Kinder als „kleine Erwachsene“ betrachtet. Es galt als selbstverständlich, dass sie zum Unterhalt ihrer Familie beitrugen, sobald sie dazu aufgrund ihrer Fähigkeiten in der Lage waren. Noch heute ist es in vielen Gegenden der Welt üblich, in Kindern verwertbare, ausbeutbare und vor allem billige Arbeitskräfte zu sehen.
Noch die „Genfer Erklärung“ vom 26. September 1924, die der "Children's Charta" des Völkerbundes folgte, sieht ein Recht auf Bildung nicht vor. Stattdessen heißt es in der Erklärung: „Das Kind soll in die Lage versetzt werden, seinen Lebensunterhalt zu verdienen […].“ Die UN-Kinderrechtskonvention vom 20. November 1989 schreibt den Mitgliedsstaaten nur vor, dass diese einen kostenlosen Grundschulbesuch garantieren müssen (in Art. 28; ab dem zehnten Lebensjahr gibt es also kein von der Konvention verbürgertes Recht auf einen Schulbesuch), und Art. 32 der Charta schreibt nur vor, dass Kinder vor wirtschaftlicher Ausbeutung geschützt werden müssen und nicht zu einer Arbeit herangezogen werden dürfen, „die Gefahren mit sich bringen, die Erziehung des Kindes behindern oder die Gesundheit des Kindes oder seine körperliche, geistige, seelische, sittliche oder soziale Entwicklung schädigen könnte.“ Andere Formen der Kinderarbeit sind also der Konvention zufolge zulässig, insbesondere wenn sie das schulische Lernen nicht beeinträchtigen.
Die Internationale Arbeitsorganisation (ILO) legt in Art. 2 Abs. 3 der am 26. Juni 1973 beschlossenen „Konvention 138“ („Mindestalter-Konvention“) zwar die Altersgrenze, bis zu der Kinderarbeit im Normalfall verboten werden sollte, auf 15 Jahre fest. Aber die Konvention 138 wurde nur von etwa einem Viertel der ILO-Mitgliedsstaaten ratifiziert.
Deutschland unterzeichnete die Mindestalter-Konvention am 8. April 1976. Dennoch gibt es Widerstand gegen den restriktiven Umgang mit Kinderarbeit, wie 2000 die Bundesregierung in ihrem „Bericht über Kinderarbeit“ feststellte:

„Nach den Feststellungen der Länder zeigen sich Kinder häufig an der Aufnahme einer Beschäftigung interessiert. Eine Beschäftigung werde zumeist aufgrund finanzieller Gesichtspunkte angestrebt. Daneben spiele aber auch das Interesse an der Arbeit selbst eine Rolle. Die Eltern hätten meist keine Einwände gegen die Erwerbstätigkeit ihrer Kinder. Sie machten geltend, durch eine Beschäftigung könnten die Kinder die Freizeit sinnvoll nutzen und eigenes Geld verdienen. Zudem biete sie den Kindern nach Auffassung vieler Eltern die Gelegenheit, erste Erfahrungen im Berufsleben zu sammeln. Angesichts dessen betrachte ein Teil der Eltern und Kinder die geltenden rechtlichen Bestimmungen zur Kinderarbeit in erster Linie als Beschränkungen und nicht als Maßnahmen zum Schutz der Kinder. Infolgedessen brächten sie für staatliche Kontrollen wenig Verständnis auf. Das Unrechtsbewusstsein bei Rechtsverstößen sei mitunter nicht sehr ausgeprägt. Der Sinn des grundsätzlichen Verbots von Kinderarbeit im gewerblichen und industriellen Bereich werde infrage gestellt.“

Die Bundeszentrale für politische Bildung griff den Bericht auf und veröffentlichte 2012 einen Beitrag mit dem Titel: „Brauchen Kinder ein Recht zu arbeiten? Kindheitskonzepte und Kinderarbeit“ einen Beitrag, in dem solche Kinderschutzkonzepte als für Deutschland problematisch dargestellt werden, die von Ausbeutungsverhältnissen im europäischen Kapitalismus des 19. Jahrhunderts und in heutigen Entwicklungsländern ausgehen.

### Diagnostik und Begutachtung im 21. Jahrhundert
Harry Dettenborn und Eginhard Walter geben folgende Definition: „Unter Kindeswohlgefährdung ist alles Unterlassen oder Handeln einer unmittelbaren Bezugsperson, in der Regel des Sorgeberechtigten, zu verstehen, das mit hoher Wahrscheinlichkeit zu erheblichen physischen oder psychischen Beeinträchtigungen eines Kindes führt.“
Zur Diagnose auf das Vorliegen einer Kindeswohlgefährdung durch die Eltern gibt es verschiedene standardisierte Fragebögen, wie z. B. den Child Abuse Potential Inventory (CAPI; Milner 1986, 1990), den Parent-Child Relationship Inventory (PCRI; Gerard, 1994) und den Bricklin Perceptual Scales (BPS; Bricklin, 1984). Mit dem Eltern-Belastungs-Screening zur Kindeswohlgefährdung (EBSK; Deegener, Spangler, Körner & Becker, 2009) liegt auch eine deutschsprachige Fassung des CAPI vor. Wichtig bei solchen Formen der Gutachtenerstellung ist die Gefahr der bewussten oder nicht-bewussten Verfälschung der Fragenbeantwortung, so dass die erwähnten Verfahren z. T. unterschiedlich komplexe Validitätsskalen beinhalten, die Verfälschungen im Antwortverhalten aufdecken sollen. Zur Feststellung oder zum Ausschluss einer Gefährdung sollte aber in keinem Fall ausschließlich auf Testergebnisse zurückgegriffen werden. Die Hinzunahme weiterer Informationsquellen, wie z. B. die Jugendamts- und Patientenakte, Anamnesegespräche oder der Einsatz weiterer psychometrischer Verfahren ist zur Beurteilung in jedem Fall geboten.
Siehe auch: familienrechtspsychologisches Gutachten.

## Länderspezifische Definitionen und Regelungen

### Europäische Union
Die Charta der Grundrechte der Europäischen Union bestimmt in Art. 24 Abs. 2: „Bei allen Kinder betreffenden Maßnahmen öffentlicher oder privater Einrichtungen muss das Wohl des Kindes eine vorrangige Erwägung sein.“
Durch die Formulierungsweise der Charta wird deutlich, dass der Begriff des „Kindswohls“ vor allem im Zusammenhang mit Eingriffen Dritter in die Beziehung zwischen Kindern und ihren Erziehungsberechtigten Anwendung findet. Als „Maßnahmen Durchführende“ kommen hierbei nicht nur Staatsbedienstete in Frage, sondern z. B. auch Lehrkräfte an Privatschulen, Erzieher in nicht-kommunalen Kindergärten usw.

### Deutschland

#### Funktion des Kindeswohlsbegriffs im deutschen Recht
Laut § 1 SGB VIII ist das Kindeswohl ein zentraler handlungsleitender Begriff in der Kinder- und Jugendhilfe. Mit dem unbestimmten Rechtsbegriff „Kindeswohl“ begrenzt der Gesetzgeber die Ausübung der elterlichen Sorge (§ 1666 BGB). Über den Kindeswohlbegriff nimmt der Staat sein im Grundgesetz verankertes Wächteramt wahr und kann in das private Erziehungshandeln der Eltern eingreifen (Art. 6 Grundgesetz). Folglich ist der Kindeswohlbegriff zentral für das historisch entwickelte, gesellschaftliche und rechtliche Spannungsverhältnis zwischen Eltern, denen gemäß Art. 6 II 1 GG die Erziehungsverantwortung zukommt, Kindern, die Grundrechtsträger mit anerkannten Persönlichkeitsrechten sind, und Staat, dem die Förderungsverpflichtung und das staatliche Wächteramt gemäß Art. 6 II 2 GG obliegt.

#### Definition der Kindeswohlgefährdung
Kindeswohlgefährdung liegt nach deutschem Recht vor, wenn das körperliche, geistige und seelische Wohl eines Kindes durch das Tun oder Unterlassen der Eltern oder Dritter gravierende Beeinträchtigungen erleidet, die dauerhafte oder zeitweilige Schädigungen in der Entwicklung des Kindes zur Folge haben bzw. haben können. Bei einer Gefährdung muss die Beeinträchtigung, die das Kind erleidet, gravierend sein und es muss die biographisch zeitliche Dimension beachtet werden. Kindeswohl bezieht sich auf gegenwärtige, vergangene und auf zukünftige Lebenserfahrung und Lebensgestaltung eines Kindes.
Der Bundesgerichtshof erachtet in seiner Rechtsprechung als gewichtige Gesichtspunkte des Kindeswohls die Erziehungsfähigkeit der Eltern, die Bindungen des Kindes, die Prinzipien der Förderung und der Kontinuität sowie die Beachtung des Kindeswillens. Jedes dieser Kriterien kann im Einzelfall mehr oder weniger bedeutsam für die Beurteilung sein, was dem Wohl des Kindes am besten entspricht.

#### Familienrecht und Kindeswohlgefährdung
Die Aufgabe des staatlichen „Wächteramtes“ bei Kindeswohlgefährdungen haben das Jugendamt (§ 8a SGB VIII) und das Familiengericht.
Bei Feststellung einer Kindeswohlgefährdung stehen dem Familiengericht gemäß § 1666 BGB gegenüber den Sorgeberechtigten verschiedene Eingriffsmöglichkeiten zur Verfügung, die von Weisungen oder Verboten bis hin zur teilweisen oder vollständigen Entziehung des Sorgerechts reichen. Dieser Paragraf war 2008 durch das Gesetz zur Erleichterung familiengerichtlicher Maßnahmen bei Gefährdung des Kindeswohls um einen besonderen Maßnahmenkatalog erweitert worden. Häufig wird eine Hilfe angeregt, die aus dem Katalog der Hilfen zur Erziehung (in Deutschland § 27 ff SGB VIII/KJHG) stammt. Wichtige solcher Hilfen sind die Erziehungsbeistandschaft, die Sozialpädagogische Familienhilfe, die Unterbringung bei Pflegeeltern, die Heimerziehung oder Formen des betreuten Wohnens. In der Regel versucht das Jugendamt bereits im Vorfeld diese Hilfeleistung der Familie anzubieten. Zu beachten ist, dass dem Familiengericht gegenüber dem Jugendamt kein Weisungsrecht zusteht. D. h., das Jugendamt kann vom Familiengericht nicht zur Finanzierung einer Leistung verpflichtet werden. Dies ist seit der Einführung des § 36a SGB VIII nicht mehr strittig.
Die heutige Gesellschaft ist gegenüber Kindeswohlgefährdungen einerseits sensibilisierter als früher, andererseits gibt es nach wie vor Fälle, in denen aufmerksam gewordene Nachbarn nichts unternehmen. In Konfliktfällen gibt die Rechtsordnung der meisten Industriestaaten dem Kindeswohl Vorrang gegenüber anderen Prinzipien des Familienrechts, doch ist z. B. eine sorgfältige Abwägung gegen das Erziehungsrecht der Eltern (Art. 6 GG) bzw. dem Verbot, ein Kind von seiner Familie gegen den Willen des Erziehungsberechtigten zu trennen, (Art. 6 GG Absatz 3) vorzunehmen.
Bei Bekanntwerden krasser Verstöße – wie etwa Unterernährung oder Vernachlässigung – reagieren die Medien meist sehr stark, bzw. führen solche Fälle manchmal zu Anlassgesetzgebung. Beispielsweise wurde der Mordfall Jessica von Hamburg zum Anlass genommen, ein schon länger geplantes Nottelefon oder den Modellversuch „Baby im Bezirk“ einzuführen. Andere solcher Anlassgesetze können über das Ziel hinausschießen, etwa wenn das Strafmaß für Vergehen aus Anlass extremer Fälle erhöht wird, wodurch die Balance des Strafrechts beeinträchtigt werden kann. Die Elterliche Sorge nach dem Tod eines oder beider Elternteile kann in einer Sorgerechtsverfügung geregelt werden.

#### Auswirkungen der Kindschaftsrechtsreform 1998
Seit der Reform des Kindschaftsrechts von 1998 gewährt das Bürgerliche Gesetzbuch (BGB) den Kindern ein Recht auf gewaltfreie Erziehung ein und präzisiert dies seit dem Jahr 2000 in § 1631 Abs. 2 BGB so: „Kinder haben ein Recht auf gewaltfreie Erziehung. Körperliche Bestrafungen, seelische Verletzungen, psychische Beeinträchtigungen und andere entwürdigende Maßnahmen sind unzulässig.“ Damit sind auch leichte Ohrfeigen oder Klapse nicht mehr als „pädagogische Maßnahme“ vertretbar oder als Bagatelldelikte abzutun.
Das Kindeswohl beinhaltet auch das Bedürfnis der Minderjährigen, soziale Kontakte pflegen zu können. Insbesondere gilt es als Kindeswohlgefährdung, wenn der Kontakt zu wichtigen Bezugspersonen (beispielsweise nicht sorgeberechtigter Elternteil, Großeltern oder Geschwister) durch die Sorgeberechtigten verhindert wird (Bindungsblockade). Siehe hierzu als Rechtsgrundlage § 1685 BGB.
Eine gedeihliche Entwicklung der kognitiven, intellektuellen Fähigkeiten des Kindes, die für die Aneignung von Bildung erforderlich sind, werden in der deutschen Rechtsprechung oder auch von Jugendämtern in Deutschland nicht als Bestandteil des Kindeswohls angesehen, da ein einklagbares Individualrecht auf einen Mindeststandard an Schulen einen unzulässigen Eingriff in das Budgetrecht der Legislative darstellen würde (vgl. auch das oben angesprochene Fehlen eines Rechts von Gerichten, Jugendämter zur Erbringung von Dienstleistungen in einem vorgegebenen Ausmaß zu zwingen). Im Übrigen hält sich (s. o.) auch die UN-Konvention in diesem Bereich mit verpflichtenden Vorschriften zurück.
Weitere wichtige rechtliche Bestimmungen zum Kindeswohl finden sich in § 1626 BGB (Grundsätze Elterliche Sorge), § 1666f. BGB (Kindeswohlgefährdung) und § 1697a BGB (Entscheidungsmaxime des Gerichtes). Außerdem im Strafrecht § 171 StGB (Verletzung der Erziehungs- und Fürsorgepflicht).
Eine das Kindeswohl betreffende, auch international beachtete Debatte begann in Deutschland im Juni 2012, nachdem das Landgericht Köln ein Urteil zur religiös motivierten Beschneidung eines vierjährigen Jungen gefällt hatte, das von der bisherigen Rechtsprechung abwich. Dabei prallten unterschiedliche Sichtweisen von Kindeswohl vor allem von Atheisten einerseits und Muslimen und Juden andererseits aufeinander.

### Österreich
Das Kindeswohl ist im Allgemeinen Bürgerlichen Gesetzbuch (ABGB) folgendermaßen beschrieben:
In allen das minderjährige Kind betreffenden Angelegenheiten, insbesondere der Obsorge und der persönlichen Kontakte, ist das Wohl des Kindes (Kindeswohl) als leitender Gesichtspunkt zu berücksichtigen und bestmöglich zu gewährleisten.
Wichtige Kriterien bei der Beurteilung des Kindeswohls sind insbesondere
1. eine angemessene Versorgung, insbesondere mit Nahrung, medizinischer und sanitärer Betreuung und Wohnraum, sowie eine sorgfältige Erziehung des Kindes;
2. die Fürsorge, Geborgenheit und der Schutz der körperlichen und seelischen Integrität des Kindes;
3. die Wertschätzung und Akzeptanz des Kindes durch die Eltern;
4. die Förderung der Anlagen, Fähigkeiten, Neigungen und Entwicklungsmöglichkeiten des Kindes;
5. die Berücksichtigung der Meinung des Kindes in Abhängigkeit von dessen Verständnis und der Fähigkeit zur Meinungsbildung;
6. die Vermeidung der Beeinträchtigung, die das Kind durch die Um- und Durchsetzung einer Maßnahme gegen seinen Willen erleiden könnte;
7. die Vermeidung der Gefahr für das Kind, Übergriffe oder Gewalt selbst zu erleiden oder an wichtigen Bezugspersonen mitzuerleben;
8. die Vermeidung der Gefahr für das Kind, rechtswidrig verbracht oder zurückgehalten zu werden oder sonst zu Schaden zu kommen;
9. verlässliche Kontakte des Kindes zu beiden Elternteilen und wichtigen Bezugspersonen sowie sichere Bindungen des Kindes zu diesen Personen;
10. die Vermeidung von Loyalitätskonflikten und Schuldgefühlen des Kindes;
11. die Wahrung der Rechte, Ansprüche und Interessen des Kindes sowie
12. die Lebensverhältnisse des Kindes, seiner Eltern und seiner sonstigen Umgebung.